# Cantone di Crécy-en-Ponthieu
Il Cantone di Crécy-en-Ponthieu era una divisione amministrativa dell'arrondissement di Abbeville.
È stato soppresso a seguito della riforma complessiva dei cantoni del 2014, che è entrata in vigore con le elezioni dipartimentali del 2015.
Comprendeva i comuni di:
- Le Boisle
- Boufflers
- Brailly-Cornehotte
- Conteville
- Crécy-en-Ponthieu
- Dominois
- Domléger-Longvillers
- Dompierre-sur-Authie
- Estrées-lès-Crécy
- Fontaine-sur-Maye
- Froyelles
- Gueschart
- Hiermont
- Ligescourt
- Maison-Ponthieu
- Neuilly-le-Dien
- Noyelles-en-Chaussée
- Ponches-Estruval
- Vitz-sur-Authie
- Yvrench
- Yvrencheux